# Stazione di Segesta Tempio
La stazione di Segesta Tempio è una fermata ferroviaria, posta sulla linea Palermo-Trapani (via Milo) ed ubicata nei pressi dell'area archeologica di Segesta.

## Storia
La fermata di Segesta Tempio entrò in servizio il 15 settembre 1937, all'attivazione della tratta ferroviaria da Alcamo Diramazione a Trapani.
Alla fine degli anni novanta è stata interamente ristrutturata, e trasformata in struttura per la ristorazione, e un piccolo museo di ceramiche d'arte.
La fermata non è più in uso dal 2013 in seguito ad una frana che ha interessato la linea.
Nel 2015 la stazione è stata capolinea di un treno storico organizzato dal Rotary Club di Palermo per una gita all'area archeologica di Segesta.

## Struttura
La direttissima Alcamo-Milo-Trapani fu costruita negli anni trenta e tutte le stazioni che furono aperte, assieme ad altre infrastrutture della linea, come ponti e gallerie, vennero realizzate nello stile "Razionalista" che denotava l'architettura di quel periodo, privilegiando la costruzione a linee dritte, senza fronzoli. Nonostante lo stile particolare dell'edificio i colori restano sul classico, semplici, quasi ispirati alle pietre del tempio vicino.
Altra peculiarietà di questa costruzione è quella di avere i rivestimenti di pavimenti, atrio, sala d'aspetto e ristorante, in marmi siciliani, precisamente provenienti dalla provincia di Trapani.
La stazione, essendo a binario unico, è classificata come fermata, in quanto sprovvista di segnalamento e non vi è nemmeno la possibilità di fare incrociare due treni, manovra è possibile effettuare solo nelle stazioni precedenti di Calatafimi e Bruca, provviste di un secondo binario.

## Galleria d'immagini

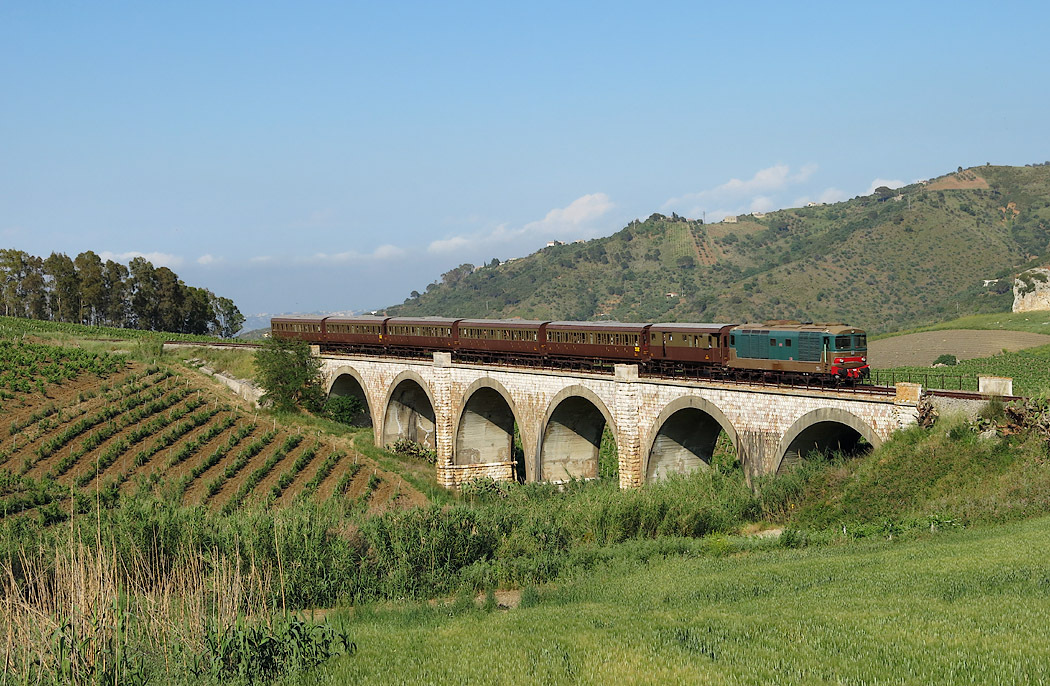
Ponte ferroviario in prossimità della stazione
L'entrata della stazione
L'esterno della stazione